# 트랜스젠더

트랜스젠더 깃발

트랜스젠더(영어: Transgender)는 사회적 성(gender)과 생물학적 성별(sex)이 일치하지 않는 사람을 가리킨다. 한 성별에서 다른 성별로 전환하기 위해 의료 지원을 원하는 일부 트랜스젠더는 성전환자로 인식된다. 트랜스젠더(transgender)는 포괄 용어이며, 성별 정체성이 할당된 성별과 맞지 않는 모든 사람들을 포함할 수 있다. 트랜스젠더의 다른 정의에는 제3의 성별에 속하거나 트랜스젠더를 제3의 성으로 개념화하는 사람들도 포함된다. 트랜스젠더라는 용어는 크로스드레서 등 단순히 이성 복장을 하는 사람들까지도 포함하도록 광범위하게 정의될 수 있다.
트랜스젠더가 되는 것은 다른 성적 지향을 가지는 것과는 다르다. 트랜스젠더들은 이성애자(헤테로섹슈얼), 동성애자(게이, 레즈비언), 양성애자, 무성애자, 범성애자 또는 그 밖의 다른 것으로 식별하거나 자신의 성적 성향에 대한 꼬리표를 붙이는 것을 거부할 수 있다. 트랜스젠더라는 용어는 또한 "남성 또는 여성 신체에 대한 전형적인 이진 개념에 맞지 않는" 신체적 성 특성을 가지고 태어난 사람들을 설명하는 용어인 인터섹스와도 구별된다. 트랜스젠더의 반대말은 성별 정체성이 할당된 성별과 일치하는 사람을 설명하는 시스젠더이다.
개인이 외양을 통해 편안함을 느끼고 그들의 진정한 정체성을 받아들이는 정도를 트랜스젠더 일치라고 부른다. 많은 트랜스젠더들은 성별 불쾌감을 경험하며, 일부는 호르몬 대체요법, 성전환 수술 또는 심리치료와 같은 치료를 받는다. 모든 트랜스젠더들이 이러한 치료를 원하는 것은 아니며, 일부 트랜스젠더들은 경제적 또는 의료적 이유로 치료를 받을 수 없다.

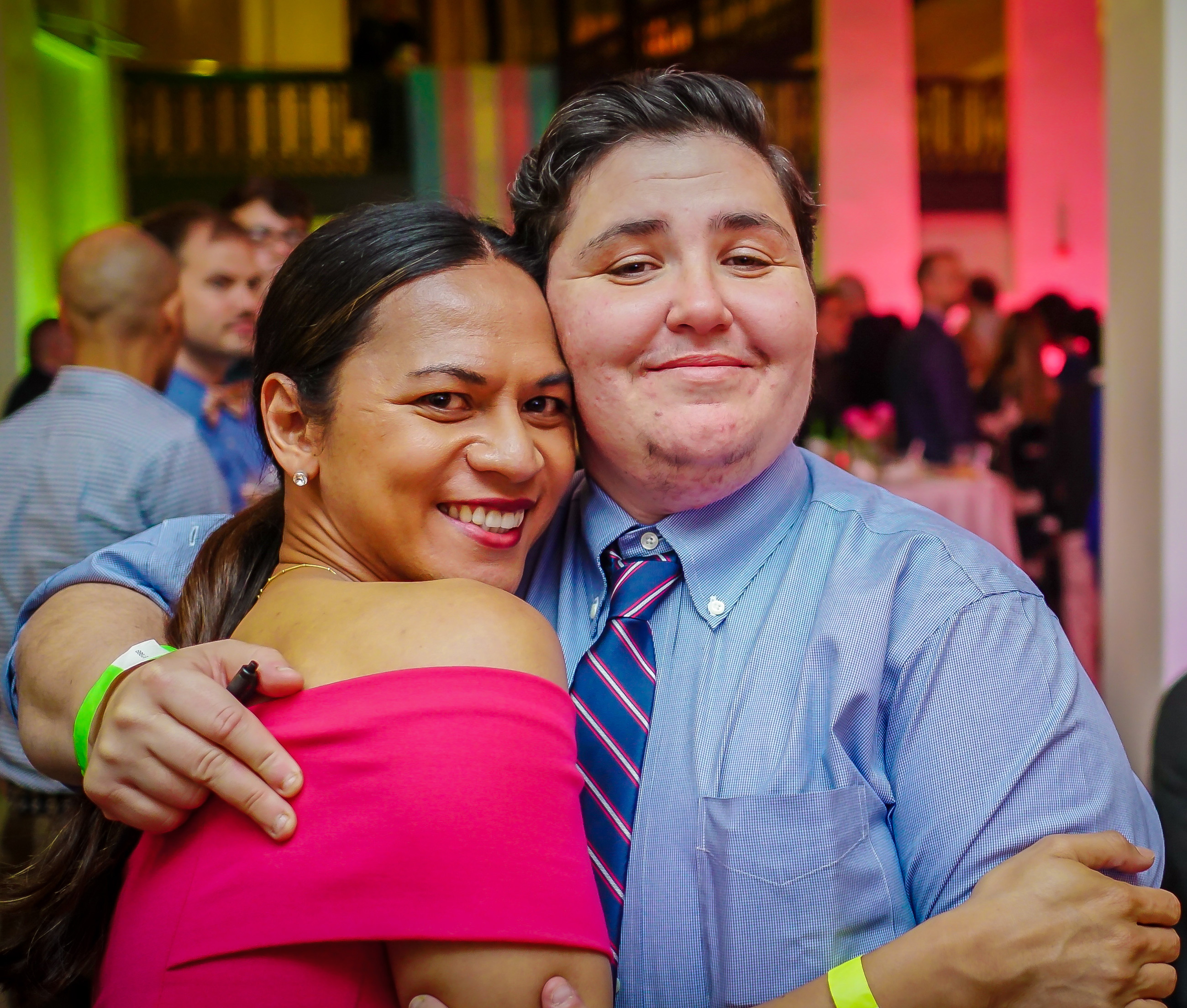
워싱턴 D.C.의 트랜스젠더 친구들

많은 트랜스젠더들은 직장과 공공 시설 및 의료 시설에서 차별을 받는다. 또한 많은 곳에서 차별으로부터 법적으로 보호받지 못한다.

## 용어
20세기 중반 이전에는 서양의 의학 및 심리 과학 안팎에서 다양한 용어가 사용되어 트랜스젠더, 그리고 이후 트랜스젠더로 분류된 개인과 신분을 식별하였다. 트랜스젠더(1965년, J. 올리븐)가 트랜스젠더보다 점점 더 선호되고 있음에도 불구하고, 독일어에서 수입되어 궁극적으로 독일 트랜스젠더주의를 본떠서 만든 영어 용어 트랜스젠더는 국제적 수용가능성을 누리고 있다.

### 트랜스젠더
컬럼비아 대학의 정신과 의사인 존 F. 올리븐은 1965년 저서 '성 위생과 병리학'에서 트랜스젠더라는 용어를 만들어 냈는데, 이전에 사용되었던 용어인 '트랜스젠더주의'는 "오해의 소지가 있다; 사실, '트랜스젠더주의'는 성이 주요 성전환주의 요소가 아니기 때문이다." 고 했다.트랜스젠더라는 용어는 버지니아 프린스를 포함한 다양한 트랜스젠더, 트랜스젠더, 트랜스젠더에 의해 다양한 정의로 대중화되었다. 이들은 1969년 12월호, 크로스드레서를 위한 전국 잡지인 트란스베스티아에서 이 용어를 사용했다. 1970년대 중반까지 트랜스젠더와 트랜스젠더 모두 포괄적 용어로 사용되었고[주 1] 트랜스젠더와 트랜스젠더는 성전환 수술 없이 크로스젠더 생활을 원하는 사람들을 지칭하기 위해 사용되었다. 1976년까지 트랜스젠더리스트는 교육 자료에서 TG로 약칭되었다.
1984년까지, 트랜스젠더가 포괄적 용어로 사용되는 "트랜스젠더 커뮤니티"의 개념이 발전했다. 1985년 리처드 엘킨스는 얼스터 대학에 "트랜스젠더 아카이브"를 설립했다. 국제트랜스젠더법 및 고용정책 총회는 1992년까지 트랜스젠더를 "트랜스젠더, 트랜스젠더, 크로스드레서" 및 전환자를 포함하는 포괄적인 용어라고 정의했다. 레슬리 파인버그의 팸플릿 "트랜스젠더 해방: 1992년에 회람된 "시간이 온 운동"은 트랜스젠더를 모든 형태의 성 비적합성을 통합하는 용어로 식별했다. 이러한 방식으로 트랜스젠더는 퀴어와 동의어가 되었다. 1994년, 성별 이론가 수잔 스트리커는 트랜스젠더를 "성전환, 이성전복주의, 동성애, 동성애자 학대, 부치 레즈비언주의, 그리고 아메리카 원주민 베르두치나 인도 히즈라와 같은 비유럽적 정체성을 포함하되 이에 국한되지 않고 사회적으로 구성된 성/성 간 경계를 넘나들거나, 넘나들거나, 움직이거나, 다른 방식으로 괴롭게 하는 모든 정체성 또는 관행"이라고 정의했다.
1990년대 중반에서 2000년대 초반까지 트랜스젠더의 우산 아래 사용된 주요 용어는 여성에서 남성으로 전환한 경우 FtM, 남성에서 여성으로 전환한 경우 MtF였다. 이 용어들은 각각 "트랜스맨"과 "트랜스우먼"으로 대체되었고, "트랜스남성" 또는 "트랜스여성"이라는 용어가 점점 더 많이 사용되고 있다. 생물학적 성을 강조하는 용어("트랜스젠더", "FTM")에서 성 정체성과 표현을 강조하는 용어("트랜스젠더", "트랜스여성")로의 이러한 선호 변화는 트랜스젠더 사람들의 자아에 대한 이해와 트랜스젠더의 일부로서 의료 재할당을 거부하는 사람들에 대한 인식의 광범위한 변화를 반영한다.
트랜스젠더는 구문학에서 흔한 용어이다; 트랜스젠더 커뮤니티 내의 많은 사람들은 트랜스젠더가 동사가 아닌 형용사라는 것에 근거하여 트랜스젠더를 비난한다. GLAAD와 The Guardian과 같은 기관들은 또한 트랜스젠더를 명사로 사용해서는 안 된다고 말한다(예: "Max is transgender" 또는 "Max is transgender man"이 아니라 "Max is a transgender"으로 사용하는 것). 그러나 트랜스젠더는 트랜스젠더 주의의 광범위한 주제, 즉 트랜스젠더 정체성과 경험과 동등한 명사로도 사용된다.
보건 전문가 설명서, 전문 저널리스트 스타일 가이드, LGBT 옹호 단체들은 트랜스젠더의 과거에 대한 현재 언급을 포함하여 해당 당사자가 식별한 이름과 대명사를 다른 사람들이 채택할 것을 권고한다.
이와는 대조적으로, 개인의 정체성이 출생 시 자신에게 부여된 성별과 성별에 해당하는 사람들, 즉 트랜스젠더도, 비이성적이거나 성별 퀴어도 아닌 사람들을 시스젠더라고 부른다.

### 트랜스 섹슈얼
Magnus Hirschfeld의 1923년 용어 "트랜스젠더주의"에서 영감을 받아, 트랜스섹슈얼이라는 용어는 1949년 David Oliver Caudwell에 의해 소개되었고 1966년 Harry Benjamin에 의해 대중화되었으며, 거의 비슷한 시기에 트랜스젠더라는 용어가 만들어지기 시작했다. 1990년대부터 트렌스 섹슈얼은 일반적으로 트렌스젠더 중 식별하는 성별로 영구적으로 전환하기를 원하고 의료 지원 (예 : 성전환 수술)을 원하는 사람들을 지칭하는 데에 사용되었다.
트랜스젠더와 트랜스섹슈얼이라는 용어의 차이는 일반적으로 성별(심리학적, 사회적)과 성별(신체적) 간의 차이에 기초한다. 따라서 트랜스섹슈얼은 한 개인의 성별의 신체적 측면을 더 많이 다루는 반면, 트랜스젠더 고려는 한 개인의 심리적 성별 성향이나 성향뿐 아니라 특정 성 역할에 수반될 수 있는 관련 사회적 기대치를 더 많이 다룬다.많은 트랜스젠더들은 트랜스섹슈얼이라는 용어를 거부한다. 크리스틴 조겐슨은 1979년 공개적으로 트랜스섹슈얼이라는 용어를 거부했고 대신 신문에서 자신은 트랜스젠더라고 밝혔다. "성별은 동거인과 관계없는 것이며 정체성과 관련이 있다." 트랜스젠더 중 일부는 성 정체성과 관련된 조건을 기술한다는 이유로 트랜스섹슈얼이라는 용어를 반대했다. 일부 트랜스섹슈얼들은 트랜스젠더 우산에 포함되는 것을 반대한다.
인류학자 데이비드 발렌타인은 그의 2007년 저서 "상상하는 트랜스젠더"에서 트랜스젠더라는 용어는 트랜스젠더가 아닌 많은 사람들을 포함하기 위해 만들어졌고 트랜스젠더라는 용어와 동일하지 않은 사람들을 트랜스젠더 스펙트럼에 포함해서는 안 된다고 주장한다. Leslie Feinberg도 마찬가지로 트랜스젠더는 (어떤 사람들에게는) 자기 식별자가 아니라 관찰자가 다른 사람을 이해하기 위해 부과하는 범주라고 주장한다. 보스턴 펜웨이 헬스(Fenway Health)의 트랜스젠더 건강 프로그램(THP)에 따르면, 보편적으로 받아들여지는 정의는 없으며, 21세기 전환기에 유행했던 용어들이 이제는 모욕적이라고 여겨질 수 있기 때문에 혼란이 있다고 말한다. THP는 임상의들이 고객에게 어떤 용어를 선호하는지 물어보고, 고객이 그 용어를 편안하게 사용할지 확신하지 않는 한 트랜스젠더라는 용어는 피하라고 권고한다.
Harry Benjamin은 SOS라고 불리는 성전환자와 성전환자를 위한 분류 시스템을 발명했는데, 이 분류 체계에서 그는 크로스 드레싱에 대한 이유와 성전환 수술에 대한 그들의 필요성의 상대적 긴급성에 기초하여 성전환자를 6개 카테고리 중 하나에 할당했다. 성 정체성과 분류에 대한 현대적 견해는 Harry Benjamin의 원래 의견과 현저하게 다르다. 성적 성향은 더 이상 진단 기준이나 성전환, 성전환, 성전환 행동 및 표현의 다른 형태 간의 구별 기준으로 간주되지 않는다. Benjamin의 척도는 이성애자 트랜스 여성과 함께 사용하도록 설계되었으며, 트랜스남성의 정체성은 그 범주와 맞지 않다.

## 논 바이너리(Non-binary identity)
일부 논바이너리 (또는 젠더 퀴어) 또한 지정성별과 자신의 성 정체성이 일치하지 않으므로 트랜스젠더의 범주에 속한다. 이러한 정체성은 남성 또는 여성, 즉 성별 이분법적으로 나눌 수 없으며 에이젠더, 안드로진, 바이젠더, 팬젠더, 뉴트로이스, 젠더 플루이드 등 여러 정체성이 있을 수 있다.바이젠더와 안드로진은 비슷하지만 다르다. 바이젠더 개인은 대체적으로 남성과 여성 두 가지 젠더를 동시에 갖고 있기 때문이 남성과 여성 젠더 사이를 이동하거나 남성과 여성 젠더를 동시에 겪을 수 있지만, 안드로진은 남성과 여성이 섞인 한 가지의 젠더를 가지고 있다. 젠더 플루이드 또는 여러 성별을 동시에 표시하는 것은 팬젠더로 분류된다. 안드로진은 때때로 간성인의 의학적 동의어로 사용되기도 한다. 논바이너리의 성 정체성은 성적 지향과 무관하다.

## 관련 정체성 및 관행

### 트랜스베스티즘과 크로스 드레싱 (Transvestism and cross-dressing)
트랜스베스트는 그들이 태어났을 때 배정받은 성별의 반대된 옷을 입는 사람이다. 트랜스베스티즘이라는 용어는 크로스드레서라는 용어와 동의어로 사용되지만 크로스드레서가 일반적으로 선호되는 용어이다. 크로스드레서라는 용어는 관련 문헌에 정확히 정의되어 있지 않다. 토론토 요크 대학교 철학과 교수인 마이클 A 길버트는 다음과 같은 정의를 내린다. "[크로스드레서]는 한 성별과 분명한 성 정체성을 가지고 있으며, 출생 시 [그] 성별에 속하는 것으로 지정되었지만 이성(異性)의 옷이기 때문에 이성의 옷을 입는 사람이다. 이 정의는 "의상을 자신의 생계와 전적으로 관련이 있는 것으로 간주하는 여성 가장, 역할을 맡은 배우, 가장무도회를 즐기는 남성과 여성 등 다른 이유로 이성의 옷을 입는 사람들"을 제외한다. 이 사람들은 크로스드레싱이지만 크로스드레서는 아니다." 크로스드레서는 이성애자의 행동이나 관행을 식별하거나 원하지 않을 수 있으며, 일반적으로 의학적으로나 수술적으로 자신의 몸을 바꾸고 싶어하지 않는다. 대부분의 크로스드레서들은 이성애자라고 한다.
'트랜스베스트'이라는 용어와 이와 관련된 구식 용어 '트랜스베스티즘'은 개념적으로 '트랜스베스트 페티시즘'이라는 용어와 다르다. 왜냐하면 '트랜스베스티즘'은 페티시즘적 목적으로 이성의 옷을 간헐적으로 사용하는 사람들을 일컫기 때문이다. 의학 용어로, 성전환 페티시즘은 정신질환 진단 및 통계 매뉴얼(DSM)의 별도 코드 302.3과 ICD의 F65.1을 사용하여 크로스드레싱과 구별된다.

### 드랙 (Drag)
드랙(drag)은 트랜스젠더이거나 다른 이유로 이성의 복장을 입는 것과 달리 공연이나 여흥을 위해 특별한 경우에 입는 의복을 입고 화장을 하는 경우이다.  드랙은 의복과 화장 외에 전반적인 표현과 동작을 포함한다. 드랙(drag)은 연극적, 희극적 또는 괴기적일 수 있다. 드랙 퀸은 페미니즘에 의해 여성의 캐리커처로 여겨져 왔다. 드랙 아티스트는 LGBT 문화에서 오랜 전통을 가지고 있다.
일반적으로 드랙 퀸이란 용어는 여성 드랙을 하는 남자를, 드랙 킹은 남성 드랙을 하는 여자를 가리킨다. 그럼에도 불구하고 남녀노소를 가리지 않고 다양한 이유로 공연하는 드랙 아티스트가 있다. 드랙 퍼포먼스는 본질적으로 성 정체성과 지정성별이 일치하지 않는 트랜스젠더가 아니다. 일부 드랙 공연자, 트랜스젠더 커뮤니티, 게이 커뮤니티의 사람들은 드랙 퀸이나 크로스 드레싱에 참여하는 사람들을 위해 포르노에서 유래된 '트래니'라는 용어를 채택했다. 하지만 이 용어는 트랜스젠더들에게 적용될 경우 모욕적이라고 여겨지곤 한다.

## LGBT 커뮤니티
성 정체성과 트랜스젠더 정체성의 개념은 성적 지향의 개념과 다르다. 성적 지향은 한 개인이 다른 사람에게 지속적으로 육체적, 낭만적, 감정적 또는 정신적 매력을 느끼는 반면, 성 정체성은 한 개인의 성별에 대한 감각이다. 트랜스젠더들도 시스젠더 사람들과 비슷하게 다양한 성적 지향을 가지고 있다. 과거에 동성애자와 이성애자라는 용어는 트랜스젠더 개인의 출생 성별에 기반하여 성적 지향을 표시하기 위해 잘못 사용되었다. 전문 문헌은 종종 성별 정체성에 대한 언급 없이 개인의 성적 성향을 설명하기 위해 남성(남성애자), 여성(여성애자), 둘 다(양성애자)에게 끌리거나 둘 다에 끌리지 않는(무성애자)와 같은 용어를 사용한다. 치료사들은 고객의 성 정체성과 선호도에 대한 용어 사용의 필요성을 이해하게 되었다. 예를 들어, 출생 시에 남성으로 지정되고, 여성으로 전환되고, 남성에게 끌리는 사람은 이성애자로 식별될 수 있다.
성적 지향과 성별의 차이에도 불구하고 LGBT 커뮤니티는 종종 성별 이분법에 맞지 않다고 느끼는 사람들이 사회적으로 받아들여지는 유일한 장소로 여겨져 왔다. 서구 사회의 동성애자 사회는 1970년대까지만 해도 일반적으로 성별과 성 정체성을 구분하지 않았고, 종종 성별을 달리하는 사람들을 그들 자신의 권리를 가진 사람이라기보다는 성차별적인 방식으로 행동하는 동성애자로 더 인식했다. 또한, 트랜스젠더 커뮤니티가 LGBT 권리의 역사에서 차지하는 역할은 종종 간과된다.

### 트랜스젠더의 성적 지향
2015년, 미국 트랜스젠더 평등 센터는 국가 트랜스젠더 차별 조사를 실시했다. 조사에 응한 27,715명의 트랜스젠더와 논바이너리 중 21%는 그들의 성적 지향을 가장 잘 묘사했다고 말했고, 18%는 범성애자라고 답했으며, 16%는 레즈비언 또는 동성애자라고 답했으며, 15%, 14%는 양성애자, 10%는 무성애자라고 답했다.
그리고 2019년, Trans PULS Canada에서 트랜스젠더 및 논 바이너리을 대상으로 한 조사에 따르면, 2,873명의 응답자 중 13%가 무성애자로 식별되었고, 28%가 양성애자로 식별되었으며, 13%는 게이로 식별되었고, 15%는 레즈비언으로 식별되었으며, 31%는 이성애자로 식별되었고, 9%는 확실하지 않거나 의문인 것으로 확인되었다.

## 커밍아웃
트랜스젠더들은 언제, 어떻게 그들의 트랜스젠더 상태를 가족, 가까운 친구, 그리고 다른 사람들에게 공개할지(커밍 아웃할 지) 선택하는 데 있어서 매우 다양하다. 평소 트랜스젠더에 대한 차별과 폭력이 만연하다면 커밍 아웃은 때때로 위험한 결정일 수 있다. 미성년일 때 부모 집에서 쫓겨나는 것과 같은 보복 행위에 대한 두려움은 트랜스젠더들이 성인이 될 때까지 그들의 가족에게 나오지 못하게 하는 원인이다. 부모의 혼란과 트랜스젠더 아동의 수용 부족은 부모가 새롭게 드러난 성 정체성을 "단계"로 취급하거나 정신 건강 서비스를 활용하여 아동의 성 정체성을 변경함으로써 자녀를 "정상"으로 되돌리려는 노력을 초래할 수 있다.
인터넷은 트렌스젠더들에게 중요한 역할을 할 수 있다. 어떤 이들은 온라인 아이덴티티로 먼저 나와 현실 세계의 사회적 제재를 감수하기 전에 가상적이고 안전하게 경험을 할 수 있는 기회를 제공한다.

## 트랜스젠더와 군사
대한민국의 경우 군 복무 중 성전환수술을 해 법적 여성이 된 변희수 하사가 2020년 1월 22일 현역 부적합 전역 조치를 받아 강역 전역 되었다. 이에 변희수 하사 측은 전역 처분 취소 소송을 제기하였으나, 2021년 3월 3일 변희수 하사가 자택에서 고인이 된 채로 발견되었다. 소송은 계속 진행되어 2021년 10월 7일, 대전지방법원에서 강제 전역이 위법하다는 판결이 내려졌으며, 10월 27일 최종 확정되었다.

## 미디어 표현
더 많은 트랜스젠더들이 대표되고 대중문화의 영역에 포함되면서, 트랜스젠더가 되는 것과 관련된 오명은 그것을 기반으로 한 결정, 생각, 생각에 영향을 미칠 수 있다. 미디어 표현, 문화 산업, 그리고 사회적 한계화는 모두 대중문화 표준과 대중문화에 대한 적용성과 중요성을 암시한다. 이러한 용어들은 트랜스젠더에 대한 인식이나 지식이 거의 없는 사람들에게 개념 형성에 중요한 역할을 한다. 미디어 묘사는 트랜스젠더 그룹의 아주 작은 스펙트럼만을 나타내며, 이는 본질적으로 이러한 그룹에 대한 사회의 유일한 해석과 아이디어임을 전달한다.
하지만, 2014년에 미국은 "트랜스젠더 티핑 포인트"에 도달했다고 타임이 보도했다. 이 시기에 트랜스젠더에 대한 언론의 가시성은 이전보다 더 높은 수준에 도달했다. 그 이후로, 트랜스젠더 묘사의 수는 TV 플랫폼을 통해 계속 증가해왔다. 리서치에 따르면 여러 트렌스젠더 TV 캐릭터와 스토리를 시청하는 것이 트랜스젠더에 대한 시청자의 태도와 관련 정책을 개선하는 것으로 나타났다.

## 프라이드 심볼 (Pride symbols)
트랜스젠더 커뮤니티의 공통적인 상징은 트랜스젠더 프라이드 플래그로 1999년 미국 트랜스젠더 여성 모니카 헬스가 디자인했고 2000년 애리조나주 피닉스에서 열린 프라이드 퍼레이드에서 처음 선보였다. 이 깃발은 하늘색, 분홍색, 흰색, 분홍색, 그리고 연한 파란색의 다섯 가지 수평 줄무늬로 이루어져 있다. 헬스는 깃발의 의미를 다음과 같이 설명한다.
밝은 파란색은 남자 아기를 위한 전통적인 색, 분홍색은 여자 아이를 위한 것이고, 가운데 있는 흰색은 "전환을 하는 사람들, 중립적인 성별을 가지고 있거나 성별이 없다고 느끼는 사람들"과 성이 다른 사람들을 위한 것이다. 패턴은 "이것이 어떻게 날리든 항상 옳을 것이다. 이것은 우리 자신의 삶에서 옳음을 찾으려고 노력하는 것을 상징한다."라는 뜻이다.
다른 트랜스젠더 기호로는 나비(변환 또는 변형을 상징), 그리고 분홍색/연한 파란색 음양 기호가 있다. 트랜스젠더를 나타내기 위해 ⚥ 과 ⚧ 을 포함한 여러 개의 성별 기호가 사용되었다.

## 같이 보기
- LGBT
- 성전환 (젠더)
- 성전환 수술
- 성전환 치료
- 젠더퀴어
- 일반성